# Meropelopia
Meropelopia är ett släkte av tvåvingar som beskrevs av Roback 1971. Meropelopia ingår i familjen fjädermyggor.
Släktet innehåller bara arten Meropelopia flavifrons.